# Самуель Чуквуезе
Самуель Чімеренка Чуквуезе (англ. Samuel Chimerenka Chukwueze; народився 22 травня 1999 року, Іквуано, Нігерія) — нігерійський футболіст, півзахисник клубу «Мілан» і збірної Нігерії.

## Клубна кар'єра

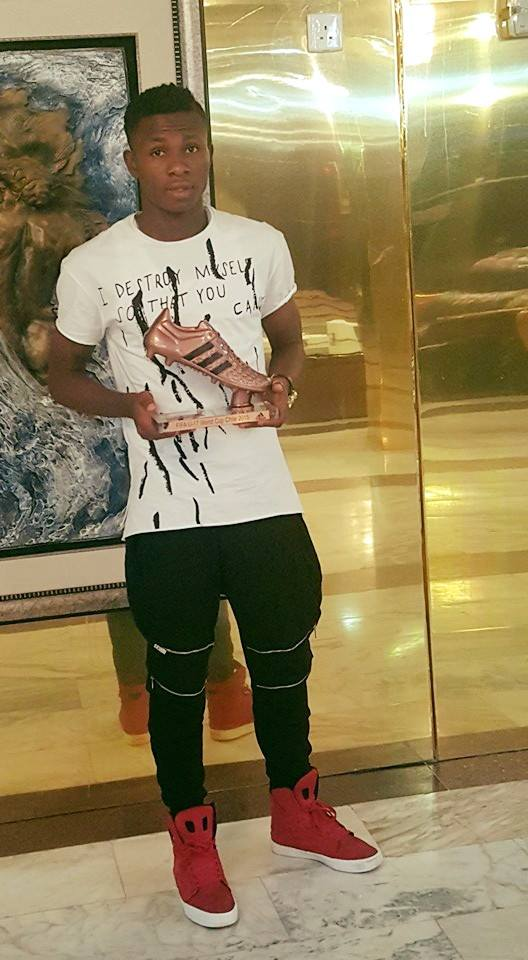
Чуквуезе тримає Золоту бутсу.

Чуквуезе — почав займатися футболом на батьківщині, граючи в різних академіях. 2017 року його помітили скаути іспанського «Вільярреала» і він підписав контракт з клубом. Для набуття ігрової практики Самуель почав виступати за команду дублерів. 15 квітня 2018 року в матчі проти «Сабаделя» він дебютував у Сегунді Б. Влітку Чуквуезе внесли до заявки основної команди. У вересні у поєдинку Ліги Європи проти шотландського «Рейнджерса» Самуель дебютував за основу, замінивши у другому таймі Ніколу Сансоне. 1 листопада в поєдинку Кубка Іспанії проти «Альмерії» Самуель забив свій перший гол за «Вільярреал». 4 листопада в матчі проти «Леванте» він дебютував у Ла-Лізі.

## Міжнародна кар'єра
Восени 2015 року Чуквуезе в складі збірної Нігерії став переможцем юнацького чемпіонату світу в Чилі. На турнірі він зіграв у матчах проти команд США, Чилі, Хорватії, Австралії, Бразилії, Мексики і Малі. В поєдинках проти австралійців і чилійців Самуель забив три м'ячі.
Влітку 2019 року Самуеля викликали до складу своєї національної збірної на Кубок африканських націй в Єгипті. У матчі 1/4 фіналу проти ПАР забив гол на 27-й хвилині, який допоміг його збірній вийти в півфінал (2:1).

## Статистика виступів

### За клуб
Станом на матч, що відбувся 3 жовтня 2020
| Клуб               | Сезон              | Ліга               | Ліга | Ліга | Кубок | Кубок | Європа | Європа | Загалом | Загалом |
| Клуб               | Сезон              | Дивізіон           | Ігри | Голи | Ігри  | Голи  | Ігри   | Голи   | Ігри    | Голи    |
| ------------------ | ------------------ | ------------------ | ---- | ---- | ----- | ----- | ------ | ------ | ------- | ------- |
| Вільярреал Б       | 2017–18            | Сегунда Дивізіон Б | 11   | 2    | —     | —     | —      | —      | 11      | 2       |
| Вільярреал Б       | 2018–19            | Сегунда Дивізіон Б | 9    | 2    | —     | —     | —      | —      | 9       | 2       |
| Вільярреал Б       | Загалом            | Загалом            | 20   | 4    | —     | —     | —      | —      | 20      | 4       |
| Вільярреал         | 2018–19            | Ла-Ліга            | 26   | 5    | 3     | 2     | 9      | 1      | 38      | 8       |
| Вільярреал         | 2019–20            | Ла-Ліга            | 37   | 3    | 4     | 1     | —      | —      | 41      | 4       |
| Вільярреал         | 2020–21            | Ла-Ліга            | 5    | 0    | 0     | 0     | 0      | 0      | 5       | 0       |
| Вільярреал         | Загалом            | Загалом            | 68   | 8    | 7     | 3     | 9      | 1      | 84      | 12      |
| Загалом за кар'єру | Загалом за кар'єру | Загалом за кар'єру | 88   | 12   | 7     | 3     | 9      | 1      | 104     | 16      |

1. ↑  Ігри в Лізі Європи

### Статистика виступів за збірну
| Дата       | Місто                  | Господарі    | Результат | Гості        | Турнір                                             | Голи | Примітки  |
| ---------- | ---------------------- | ------------ | --------- | ------------ | -------------------------------------------------- | ---- | --------- |
| 20-11-2018 | Асаба                  | Нігерія      | 0 – 0     | Уганда       | товариський матч                                   | -    | 46'       |
| 8-6-2019   | Асаба                  | Нігерія      | 0 – 0     | Зімбабве     | товариський матч                                   | -    | 74'       |
| 16-6-2019  | Ісмаїлія               | Сенегал      | 1 – 0     | Нігерія      | товариський матч                                   | -    | Замінений |
| 22-6-2019  | Александрія            | Нігерія      | 1 – 0     | Бурунді      | Кубок африканських націй 2019 - 1-й етап           | -    |           |
| 26-6-2019  | Александрія            | Нігерія      | 1 – 0     | Гвінея       | Кубок африканських націй 2019 - 1-й етап           | -    | 78'       |
| 6-7-2019   | Александрія            | Нігерія      | 3 – 2     | Камерун      | Кубок африканських націй 2019 - 1/8 фіналу         | -    | 60'       |
| 10-7-2019  | Каїр                   | Нігерія      | 2 – 1     | ПАР          | Кубок африканських націй 2019 - чвертьфінал        | 1    |           |
| 14-7-2019  | Каїр                   | Алжир        | 2 – 1     | Нігерія      | Кубок африканських націй 2019 - півфінал           | -    | 78'       |
| 17-7-2019  | Каїр                   | Туніс        | 0 – 1     | Нігерія      | Кубок африканських націй 2019 - матч за 3-тє місце | -    | 90'       |
| 10-9-2019  | Дніпро (місто)         | Україна      | 2 – 2     | Нігерія      | товариський матч                                   | -    | 82'       |
| 13-10-2019 | Сінгапур               | Бразилія     | 1 – 1     | Нігерія      | товариський матч                                   | -    | 89'       |
| 13-11-2019 | Уйо                    | Нігерія      | 2 – 1     | Бенін        | Відбір до Кубка африканських націй 2021            | -    |           |
| 17-11-2019 | Масеру                 | Лесото       | 2 – 4     | Нігерія      | Відбір до Кубка африканських націй 2021            | 1    | 66'       |
| 9-10-2020  | Клагенфурт-ам-Вертерзе | Нігерія      | 0 – 1     | Алжир        | товариський матч                                   | -    | 75'       |
| 13-10-2020 | Абуджа                 | Нігерія      | 1 – 1     | Туніс        | товариський матч                                   | -    | 78'       |
| 13-11-2020 | Бенін-Сіті             | Нігерія      | 4 – 4     | Сьєрра-Леоне | Відбір до Кубка африканських націй 2021            | 1    | 78'       |
| 13-11-2020 | Benin City             | Нігерія      | 4 – 4     | Сьєрра-Леоне | Відбір до Кубка африканських націй 2021            | 1    | 78'       |
| 17-11-2020 | Фрітаун                | Сьєрра-Леоне | 0 – 0     | Нігерія      | Відбір до Кубка африканських націй 2021            | -    |           |
| 27-3-2021  | Котону                 | Бенін        | 0 – 1     | Нігерія      | Відбір до Кубка африканських націй 2021            | -    |           |
| 30-3-2021  | Абеокута               | Нігерія      | 3 – 0     | Лесото       | Відбір до Кубка африканських націй 2021            | -    |           |
| 11-1-2022  | Гаруа                  | Нігерія      | 1 – 0     | Єгипет       | Кубок африканських націй 2021 - 1-й етап           | -    | 72'       |
| 15-1-2022  | Гаруа                  | Нігерія      | 3 – 1     | Судан        | Кубок африканських націй 2021 - 1-й етап           | 1    | 46'       |
| 23-1-2022  | Гаруа                  | Нігерія      | 0 – 1     | Туніс        | Кубок африканських націй 2021 - 1/8 фіналу         | -    | 75'       |
| 25-3-2022  | Кумасі                 | Гана         | 0 – 0     | Нігерія      | Відбір до ЧС 2022                                  | -    | 59'       |
| 9-6-2022   | Абуджа                 | Нігерія      | 2 – 1     | Сьєрра-Леоне | Відбір до Кубка африканських націй 2023            | -    | 82'       |
| 17-11-2022 | Лісабон                | Португалія   | 4 – 0     | Нігерія      | товариський матч                                   | -    | 46'       |
| 24-3-2023  | Абуджа                 | Нігерія      | 0 – 1     | Гвінея-Бісау | Відбір до Кубка африканських націй 2023            | -    | 87'       |
| 27-3-2023  | Бісау                  | Гвінея-Бісау | 0 – 1     | Нігерія      | Відбір до Кубка африканських націй 2023            | -    | 80'       |
| 18-6-2023  | Фрітаун                | Сьєрра-Леоне | 2 – 3     | Нігерія      | Відбір до Кубка африканських націй 2023            | -    | 71'       |
| Усього     |                        | Матчів       | 28        |              | Голів                                              | 4    |           |

## Досягнення
У зірних:
 Нігерія (до 17)
- Чемпіон світу (U-17): 2015

 Нігерія
- Бронзовий призер Кубка африканських націй: 2019

«Вільярреал»
- Володар Ліги Європи УЄФА: 2020-21

«Мілан»
- Володар Суперкубка Італії: 2024